# Морфинановые алкалоиды
Морфина́новые алкало́иды — подгруппа изохинолиновых алкалоидов.

## Основные виды алкалоидов
Группа морфинановых алкалоидов включают около 50 представителей.
Их подразделяют на 5 типов:
- тип морфина
- тип синоменина
- тип хасубанонина
- тип акутумина
- тип андроцимбина

Наиболее известны следующие алкалоиды:
- морфин
- кодеин
- тебаин
- глауцин

## Химические свойства
Во всех типах морфинановых алкалоидов имеется ароматическое кольцо А и частично гидрированное кольцо D.

## Распространение в природе
Мофинановые алкалоиды встречаются в природе в виде оснований, а также в виде N-оксидов.
Они образуются в растениях из тирозина, встречаются в основном в родах мак (Papaver), стефания (Stephania), синомениум (Sinomenium), луносемянник (Menispermum), реже — в родах коккулюс (Cocculus), кротон (Croton), триклизия (Triclisia), окотея (Ocotea) и др. Орипавин (фенольный алкалоид) выделен из мака восточного.
Гомоморфинаны найдены в растениях семейства лилейные (Liliaceae).

## Химический синтез
Синтезировано большое число алкалоидов со структурой, близкой к структуре морфина.

## Биологическое действие
Все морфинановые алкалоиды — сильно действующие биологически активные вещества. Некоторые из них обладают мощным обезболивающим и эйфорическим действием (морфин), другие — сильным противокашлевым (кодеин), третьи — только обезболивающим (современные полусинтетические производные).
Угнетающее воздействие наркотических средств на структуры центральной нервной системы:
1. опиоидные рецепторы — болеутоляющее действие
2. ретикулярная формация ствола мозга — успокаивающее действие, сонливость
3. центр теплорегуляции гипоталамуса — снижение температуры тела, в том числе нормальной
4. дыхательный центр — урежение дыхания
5. сосудодвигательный центр — снижение артериального давления
6. кашлевой центр — исчезновение кашля

Стимулирующее воздействие наркотических средств на структуры центральной нервной системы:
1. опиоидные рецепторы — эйфория, зависимость, абстиненция
2. центр блуждающего нерва — снижение частоты сердечных сокращений
3. глазодвигательный центр — сужение зрачка, слезотечение
4. определённые центры гипоталамуса — снижение диуреза
5. рвотный центр — тошнота, рвота.

Антагонисты морфина — (налорфин, налоксон) конкурируют за связывание с опиоидными рецепторами, отменяя действие морфина, и практически не обладают наркотическим действием. Налоксон — при острых интоксикациях наркотическими средствами. Налтрексон — для лечения наркомании.